# Eleições legislativas de 2011 em Matosinhos

## Resultados Oficiais
| Partido                 | Partido                               | Votos   | %               | +/-   |
| ----------------------- | ------------------------------------- | ------- | --------------- | ----- |
|                         | Partido Socialista                    | 32 772  | 34,33 / 100,00  | 10,32 |
|                         | Partido Social Democrata              | 32 067  | 33,59 / 100,00  | 9,43  |
|                         | CDS – Partido Popular                 | 10 173  | 10,66 / 100,00  | 2,06  |
|                         | Coligação Democrática Unitária        | 6 692   | 7,01 / 100,00   | 0,75  |
|                         | Bloco de Esquerda                     | 6 333   | 6,63 / 100,00   | 4,80  |
|                         | Partido pelos Animais e pela Natureza | 1 062   | 1,11 / 100,00   | Novo  |
|                         | Outros                                | 2 622   | 2,74 / 100,00   |       |
| Votos Inválidos         | Votos Inválidos                       | 3 735   | 3,91 / 100,00   | 1,30  |
| Total                   | Total                                 | 95 456  | 100,00 / 100,00 |       |
| Eleitorado/Participação | Eleitorado/Participação               | 147 331 | 64,79 / 100,00  | 1,26  |
| Fonte                   | Fonte                                 | [ 1 ]   | [ 1 ]           | [ 1 ] |

## Resultados por Freguesia
Os resultados seguintes referem-se aos partidos que obtiveram mais de 1,00% dos votos:
| Freguesia             | %     | %     | %     | %    | %    | %    | Votantes |
| Freguesia             | PS    | PSD   | CDS   | CDU  | BE   | PAN  | Votantes |
| --------------------- | ----- | ----- | ----- | ---- | ---- | ---- | -------- |
| Custoias              | 37,50 | 31,12 | 9,55  | 7,47 | 6,27 | 0,95 | 9 050    |
| Guifões               | 42,44 | 27,51 | 7,29  | 7,74 | 6,97 | 0,89 | 5 365    |
| Lavra                 | 33,43 | 38,66 | 10,83 | 4,64 | 5,35 | 0,94 | 5 644    |
| Leça da Palmeira      | 29,65 | 38,19 | 12,75 | 5,59 | 6,58 | 1,10 | 10 772   |
| Leça do Balio         | 34,85 | 30,60 | 10,53 | 8,37 | 7,32 | 1,20 | 8 898    |
| Matosinhos            | 34,83 | 34,20 | 11,36 | 6,38 | 6,02 | 1,00 | 16 820   |
| Perafita              | 39,19 | 29,98 | 10,35 | 6,40 | 6,55 | 0,85 | 7 316    |
| Santa Cruz do Bispo   | 43,99 | 28,93 | 8,53  | 5,73 | 5,04 | 1,02 | 3 035    |
| São Mamede de Infesta | 32,57 | 35,02 | 10,12 | 7,44 | 6,94 | 1,33 | 12 820   |
| Senhora da Hora       | 29,76 | 34,59 | 11,26 | 8,41 | 7,59 | 1,38 | 15 736   |
| Matosinhos            | 34,33 | 33,59 | 10,66 | 7,01 | 6,63 | 1,11 | 95 456   |

#### Custoias
| Partido                 | Partido                        | Votos  | %               | +/-  |
| ----------------------- | ------------------------------ | ------ | --------------- | ---- |
|                         | Partido Socialista             | 3 394  | 37,50 / 100,00  | 9,06 |
|                         | Partido Social Democrata       | 2 816  | 31,12 / 100,00  | 8,30 |
|                         | CDS – Partido Popular          | 864    | 9,55 / 100,00   | 1,86 |
|                         | Coligação Democrática Unitária | 676    | 7,47 / 100,00   | 0,81 |
|                         | Bloco de Esquerda              | 567    | 6,27 / 100,00   | 4,69 |
|                         | PCTP/MRPP                      | 91     | 1,01 / 100,00   | 0,10 |
|                         | Outros                         | 252    | 2,78 / 100,00   |      |
| Votos Inválidos         | Votos Inválidos                | 390    | 4,31 / 100,00   | 1,49 |
| Total                   | Total                          | 9 050  | 100,00 / 100,00 |      |
| Eleitorado/Participação | Eleitorado/Participação        | 13 683 | 66,14 / 100,00  | 1,21 |

#### Guifões
| Partido                 | Partido                        | Votos | %               | +/-   |
| ----------------------- | ------------------------------ | ----- | --------------- | ----- |
|                         | Partido Socialista             | 2 277 | 42,44 / 100,00  | 10,50 |
|                         | Partido Social Democrata       | 1 476 | 27,51 / 100,00  | 9,99  |
|                         | Coligação Democrática Unitária | 415   | 7,74 / 100,00   | 0,99  |
|                         | CDS – Partido Popular          | 391   | 7,29 / 100,00   | 0,92  |
|                         | Bloco de Esquerda              | 374   | 6,97 / 100,00   | 3,84  |
|                         | PCTP/MRPP                      | 85    | 1,58 / 100,00   | 0,62  |
|                         | Outros                         | 142   | 2,65 / 100,00   |       |
| Votos Inválidos         | Votos Inválidos                | 205   | 3,82 / 100,00   | 1,05  |
| Total                   | Total                          | 5 365 | 100,00 / 100,00 |       |
| Eleitorado/Participação | Eleitorado/Participação        | 8 725 | 61,49 / 100,00  | 1,82  |

#### Lavra
| Partido                 | Partido                        | Votos | %               | +/-   |
| ----------------------- | ------------------------------ | ----- | --------------- | ----- |
|                         | Partido Social Democrata       | 2 182 | 38,66 / 100,00  | 11,49 |
|                         | Partido Socialista             | 1 887 | 33,43 / 100,00  | 12,52 |
|                         | CDS – Partido Popular          | 611   | 10,83 / 100,00  | 1,11  |
|                         | Bloco de Esquerda              | 302   | 5,35 / 100,00   | 2,97  |
|                         | Coligação Democrática Unitária | 262   | 4,64 / 100,00   | 0,23  |
|                         | Outros                         | 200   | 3,91 / 100,00   |       |
| Votos Inválidos         | Votos Inválidos                | 180   | 3,55 / 100,00   | 1,10  |
| Total                   | Total                          | 5 644 | 100,00 / 100,00 |       |
| Eleitorado/Participação | Eleitorado/Participação        | 8 811 | 64,06 / 100,00  | 6,82  |

#### Leça da Palmeira
| Partido                 | Partido                               | Votos  | %               | +/-   |
| ----------------------- | ------------------------------------- | ------ | --------------- | ----- |
|                         | Partido Social Democrata              | 4 114  | 38,19 / 100,00  | 9,66  |
|                         | Partido Socialista                    | 3 194  | 29,65 / 100,00  | 10,72 |
|                         | CDS – Partido Popular                 | 1 373  | 12,75 / 100,00  | 2,68  |
|                         | Bloco de Esquerda                     | 709    | 6,58 / 100,00   | 4,70  |
|                         | Coligação Democrática Unitária        | 602    | 5,59 / 100,00   | 0,42  |
|                         | Partido pelos Animais e pela Natureza | 119    | 1,10 / 100,00   | Novo  |
|                         | Outros                                | 265    | 2,43 / 100,00   |       |
| Votos Inválidos         | Votos Inválidos                       | 396    | 3,67 / 100,00   | 1,12  |
| Total                   | Total                                 | 10 772 | 100,00 / 100,00 |       |
| Eleitorado/Participação | Eleitorado/Participação               | 15 782 | 68,25 / 100,00  | 0,62  |

#### Leça do Balio
| Partido                 | Partido                               | Votos  | %               | +/-  |
| ----------------------- | ------------------------------------- | ------ | --------------- | ---- |
|                         | Partido Socialista                    | 3 101  | 34,85 / 100,00  | 9,14 |
|                         | Partido Social Democrata              | 2 273  | 30,60 / 100,00  | 8,50 |
|                         | CDS – Partido Popular                 | 937    | 10,53 / 100,00  | 2,43 |
|                         | Coligação Democrática Unitária        | 745    | 8,37 / 100,00   | 0,72 |
|                         | Bloco de Esquerda                     | 651    | 7,32 / 100,00   | 5,49 |
|                         | Partido pelos Animais e pela Natureza | 107    | 1,20 / 100,00   | Novo |
|                         | PCTP/MRPP                             | 102    | 1,15 / 100,00   | 0,14 |
|                         | Outros                                | 166    | 1,87 / 100,00   |      |
| Votos Inválidos         | Votos Inválidos                       | 366    | 4,12 / 100,00   | 1,47 |
| Total                   | Total                                 | 8 898  | 100,00 / 100,00 |      |
| Eleitorado/Participação | Eleitorado/Participação               | 13 648 | 65,20 / 100,00  | 2,47 |

#### Matosinhos
| Partido                 | Partido                               | Votos  | %               | +/-   |
| ----------------------- | ------------------------------------- | ------ | --------------- | ----- |
|                         | Partido Socialista                    | 5 858  | 34,58 / 100,00  | 11,54 |
|                         | Partido Social Democrata              | 5 752  | 34,20 / 100,00  | 9,73  |
|                         | CDS – Partido Popular                 | 1 911  | 11,36 / 100,00  | 2,72  |
|                         | Coligação Democrática Unitária        | 1 073  | 6,38 / 100,00   | 0,88  |
|                         | Bloco de Esquerda                     | 1 013  | 6,02 / 100,00   | 4,63  |
|                         | Partido pelos Animais e pela Natureza | 169    | 1,00 / 100,00   | Novo  |
|                         | Outros                                | 398    | 2,37 / 100,00   |       |
| Votos Inválidos         | Votos Inválidos                       | 646    | 3,84 / 100,00   | 1,30  |
| Total                   | Total                                 | 16 820 | 100,00 / 100,00 |       |
| Eleitorado/Participação | Eleitorado/Participação               | 27 201 | 61,84 / 100,00  | 0,95  |

#### Perafita
| Partido                 | Partido                        | Votos  | %               | +/-   |
| ----------------------- | ------------------------------ | ------ | --------------- | ----- |
|                         | Partido Socialista             | 2 867  | 39,19 / 100,00  | 10,58 |
|                         | Partido Social Democrata       | 2 193  | 29,98 / 100,00  | 9,44  |
|                         | CDS – Partido Popular          | 757    | 10,35 / 100,00  | 2,17  |
|                         | Bloco de Esquerda              | 479    | 6,55 / 100,00   | 4,66  |
|                         | Coligação Democrática Unitária | 468    | 6,40 / 100,00   | 0,83  |
|                         | PCTP/MRPP                      | 75     | 1,03 / 100,00   | 0,40  |
|                         | Outros                         | 214    | 2,92 / 100,00   |       |
| Votos Inválidos         | Votos Inválidos                | 263    | 3,60 / 100,00   | 1,13  |
| Total                   | Total                          | 7 316  | 100,00 / 100,00 |       |
| Eleitorado/Participação | Eleitorado/Participação        | 11 806 | 61,97 / 100,00  | 2,07  |

#### Santa Cruz do Bispo
| Partido                 | Partido                               | Votos | %               | +/-  |
| ----------------------- | ------------------------------------- | ----- | --------------- | ---- |
|                         | Partido Socialista                    | 1 335 | 43,99 / 100,00  | 8,23 |
|                         | Partido Social Democrata              | 878   | 28,93 / 100,00  | 7,34 |
|                         | CDS – Partido Popular                 | 259   | 8,53 / 100,00   | 0,59 |
|                         | Coligação Democrática Unitária        | 174   | 5,73 / 100,00   | 0,79 |
|                         | Bloco de Esquerda                     | 153   | 5,04 / 100,00   | 4,07 |
|                         | PCTP/MRPP                             | 48    | 1,58 / 100,00   | 1,02 |
|                         | Partido pelos Animais e pela Natureza | 31    | 1,02 / 100,00   | Novo |
|                         | Outros                                | 56    | 1,85 / 100,00   |      |
| Votos Inválidos         | Votos Inválidos                       | 101   | 3,33 / 100,00   | 1,45 |
| Total                   | Total                                 | 3 035 | 100,00 / 100,00 |      |
| Eleitorado/Participação | Eleitorado/Participação               | 4 870 | 62,32 / 100,00  | 2,61 |

#### São Mamede de Infesta
| Partido                 | Partido                               | Votos  | %               | +/-   |
| ----------------------- | ------------------------------------- | ------ | --------------- | ----- |
|                         | Partido Social Democrata              | 4 490  | 35,02 / 100,00  | 10,02 |
|                         | Partido Socialista                    | 4 176  | 32,57 / 100,00  | 9,75  |
|                         | CDS – Partido Popular                 | 1 298  | 10,12 / 100,00  | 1,53  |
|                         | Coligação Democrática Unitária        | 954    | 7,44 / 100,00   | 0,88  |
|                         | Bloco de Esquerda                     | 890    | 6,94 / 100,00   | 5,48  |
|                         | Partido pelos Animais e pela Natureza | 170    | 1,33 / 100,00   | Novo  |
|                         | Outros                                | 330    | 2,57 / 100,00   |       |
| Votos Inválidos         | Votos Inválidos                       | 512    | 3,99 / 100,00   | 1,14  |
| Total                   | Total                                 | 12 820 | 100,00 / 100,00 |       |
| Eleitorado/Participação | Eleitorado/Participação               | 19 850 | 64,58 / 100,00  | 0,79  |

#### Senhora da Hora
| Partido                 | Partido                               | Votos  | %               | +/-  |
| ----------------------- | ------------------------------------- | ------ | --------------- | ---- |
|                         | Partido Social Democrata              | 5 443  | 34,59 / 100,00  | 8,80 |
|                         | Partido Socialista                    | 4 683  | 29,76 / 100,00  | 9,72 |
|                         | CDS – Partido Popular                 | 1 772  | 11,26 / 100,00  | 2,12 |
|                         | Coligação Democrática Unitária        | 1 323  | 8,41 / 100,00   | 0,76 |
|                         | Bloco de Esquerda                     | 1 195  | 7,59 / 100,00   | 5,47 |
|                         | Partido pelos Animais e pela Natureza | 217    | 1,38 / 100,00   | Novo |
|                         | Outros                                | 447    | 2,84 / 100,00   |      |
| Votos Inválidos         | Votos Inválidos                       | 656    | 4,17 / 100,00   | 1,53 |
| Total                   | Total                                 | 15 736 | 100,00 / 100,00 |      |
| Eleitorado/Participação | Eleitorado/Participação               | 22 955 | 68,55 / 100,00  | 1,46 |